# Campeonato Europeu de Automobilismo

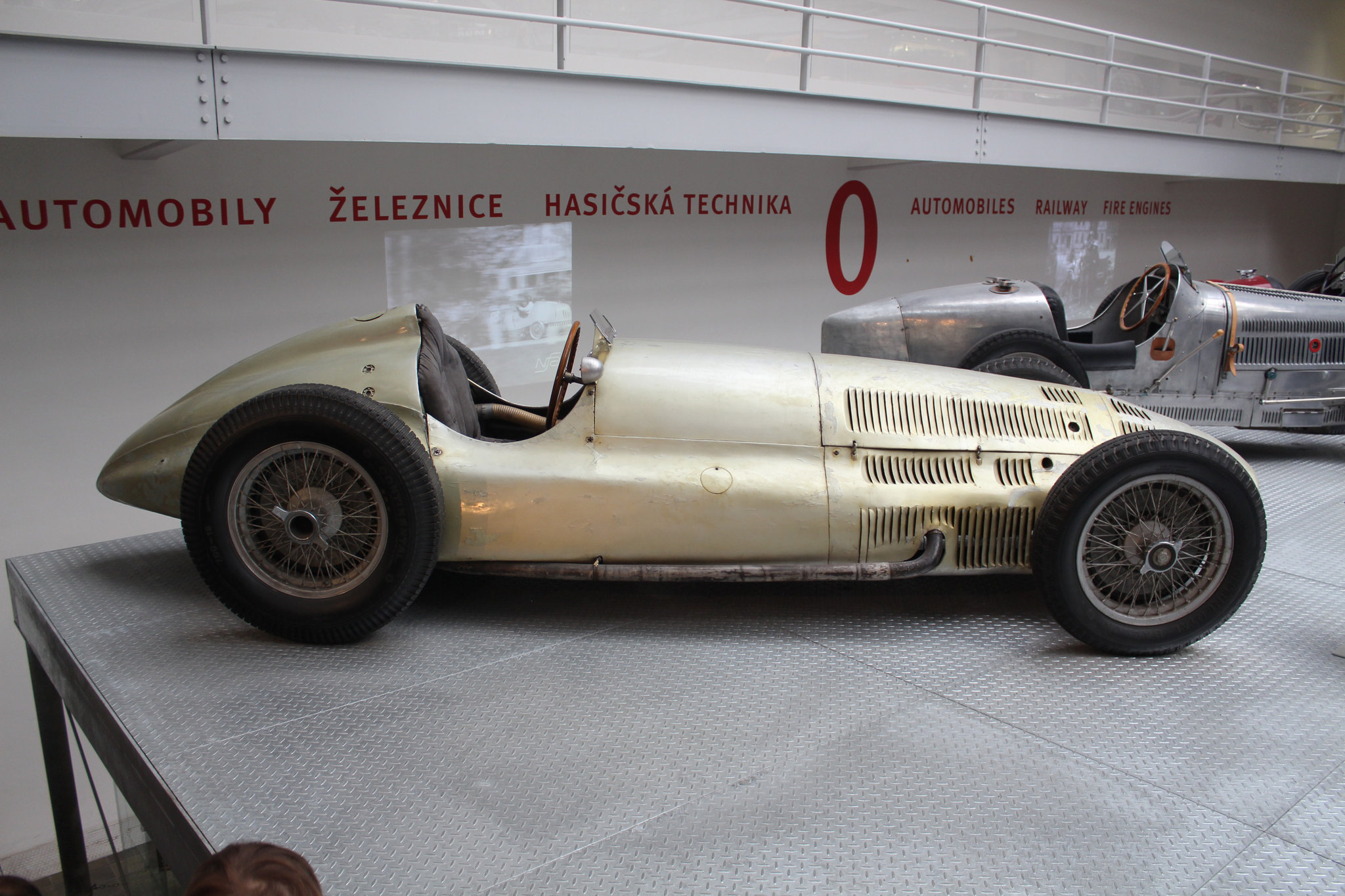
Mercedes-Benz W154 (1939)

O Campeonato Europeu de Automobilismo era uma competição anual automobilística que existiu antes do estabelecimento do Campeonato Mundial de Formula 1 em 1950.
Seu Primeiro ano de disputa foi em 1931 e e foi realizada até 1939, excetuando-se os anos de 1933 e 1934.
A Pontuação concedida ao pilotos era baseado no resultado que estes tivessem nos antigos Grandes Prêmios.
O campeonato foi interrompido devido a Segunda Guerra Mundial.
O campeonato inaugural contou com os Grandes Prêmios da Itália, da França e da Bélgica.

## Todos os Resultados
| Temporada | Campeão                                                          | Equipe                                                           | Poles                                                            | Vitórias                                                         | Podiums                                                          | Voltas Mais Rápidas                                              | Pontos                                                           | Margem (pnts)                                                    | Grandes Prêmios | Grandes Prêmios | Grandes Prêmios | Grandes Prêmios | Grandes Prêmios | Grandes Prêmios | Grandes Prêmios |
| --------- | ---------------------------------------------------------------- | ---------------------------------------------------------------- | ---------------------------------------------------------------- | ---------------------------------------------------------------- | ---------------------------------------------------------------- | ---------------------------------------------------------------- | ---------------------------------------------------------------- | ---------------------------------------------------------------- | --------------- | --------------- | --------------- | --------------- | --------------- | --------------- | --------------- |
| 1931      | Ferdinando Minoia                                                | Alfa Romeo                                                       | 0                                                                | 0                                                                | 2                                                                | 0                                                                | 9                                                                | 0                                                                | ITA             | FRA             | BEL             |                 |                 |                 |                 |
| 1932      | Tazio Nuvolari                                                   | Ferrari                                                          | 0                                                                | 2                                                                | 3                                                                | 2                                                                | 4                                                                | 4                                                                | ITA             | FRA             | GER             |                 |                 |                 |                 |
| 1933-1934 | Não realizado                                                    | Não realizado                                                    | Não realizado                                                    | Não realizado                                                    | Não realizado                                                    | Não realizado                                                    | Não realizado                                                    | Não realizado                                                    | Não realizado   | Não realizado   | Não realizado   | Não realizado   | Não realizado   | Não realizado   | Não realizado   |
| 1935      | Rudolf Caracciola                                                | Mercedes-Benz                                                    | 0                                                                | 3                                                                | 4                                                                | 1                                                                | 11                                                               | 6                                                                | MON             | FRA             | BEL             | GER             | SUI             | ITA             | ESP             |
| 1936      | Bernd Rosemeyer                                                  | Auto Union                                                       | 1                                                                | 3                                                                | 3                                                                | 3                                                                | 10                                                               | 5                                                                | MON             | GER             | SUI             | ITA             |                 |                 |                 |
| 1937      | Rudolf Caracciola                                                | Mercedes-Benz                                                    | 3                                                                | 3                                                                | 4                                                                | 2                                                                | 13                                                               | 2                                                                | BEL             | GER             | MON             | SUI             | ITA             |                 |                 |
| 1938      | Rudolf Caracciola                                                | Mercedes-Benz                                                    | 0                                                                | 1                                                                | 4                                                                | 0                                                                | 8                                                                | 7                                                                | FRA             | GER             | SUI             | ITA             |                 |                 |                 |
| 1939      | Título não atribuído devido ao início da Segunda Guerra Mundial. | Título não atribuído devido ao início da Segunda Guerra Mundial. | Título não atribuído devido ao início da Segunda Guerra Mundial. | Título não atribuído devido ao início da Segunda Guerra Mundial. | Título não atribuído devido ao início da Segunda Guerra Mundial. | Título não atribuído devido ao início da Segunda Guerra Mundial. | Título não atribuído devido ao início da Segunda Guerra Mundial. | Título não atribuído devido ao início da Segunda Guerra Mundial. | BEL             | FRA             | GER             | SUI             |                 |                 |                 |